# Альберто Томба
Альберто Томба (італ. Alberto Tomba), відомий серед уболівальників як Томба ла бомба — італійський гірськолижник, що спеціалізувався на технічних дисциплінах, триразовий олімпійський чемпіон, олімпійський медаліст, дворазовий чемпіон світу, медаліст чемпіонатів світу, домінантна постать у гірськолижному спорті в кінці 1980-х та на початку 1990-х років.
Томба при зрості 182 см та вазі під 90 кг  вирізнявся між легшими технічними гірськолижниками попереднього покоління, для яких пріоритетом були не фізичні дані, а спритність. Саме в той час відбулася заміна жорских палиць, що позначають ворота в слаломі, на палиці на пружнах. Це дозволило Томбі, користуючись фізичною міццю проходити трасу коротншою траєкторією. Крім олімпійських медалей та медалей чемпіонатів світу Томба виграв дев'ять титулів кубка світу: чотири в слаломі чотири  в гігантському слаломі й один у загальному заліку. Загалом у доробку Томби 50 перемог на етапах кубку світу, зокрема 7 посліль перемог у слаломі в 1995 році. Він єдиний із гірськолижників вигравав хоча б один етап кубка світу впродовж 11 років. 
Томба мав репутацію «поганого хлопця» гірськолижного спорту. Наприклад, коли він виграв свій перший етап кубка світу, випедивши всіх на 1,34 секунди, він вигукнув: «Я новий месія лижного спорту!». На Олімпіаді в Калгарі багато шуму наробило його запрошення Катаріни Вітт на побачення.
Томба завершив кар'єру в 1998 році після Олімпіади в Нагано, де він виступив невдало — падіння в гігантському слаломі призвело до травми, яка завадила йому виступити в слаломі.

## Виноски
1. ↑  Person Profile // Internet Movie Database — 1990.
2. ↑  Енциклопедія Брокгауз
3. ↑  Encyclopædia Britannica
4. ↑  Большая российская энциклопедия — Москва: Большая российская энциклопедия, 2004.
5. ↑  Sci: Tomba, 30 anni fa al Sestriere nasceva la "Bomba" (італ.). gazzetta.it. Архів оригіналу за 17 січня 2018. Процитовано 16 січня 2018.
6. 1 2  Bell, Graham (27 грудня 2016). Meet Alberto Tomba: the former bad boy of ski racing. telegraph.co.uk. Архів оригіналу за 1 січня 2017. Процитовано 3 січня 2017.